# Pedro Antonio Añibarro
Pedro Antonio Añibarro Ugalde (Villaro, Vizcaya, 5 de diciembre de 1748-Zarauz, 1830) escritor vizcaíno en euskera, considerado junto con Juan Antonio Mogel como el padre de la literatura en dialecto vizcaíno. 

## Biografía
Ingresó en la orden franciscana en 1764, ordenándose sacerdote en 1772. En 1790 solicitó ser trasladado al convento de los Misioneros de Zarauz. Como misionero tuvo la oportunidad de conocer los distintos dialectos del País Vasco continental o Hegoalde, oportunidad que aprovechó para escribir especialmente en vizcaíno pero también en guipuzcoano y navarro. La crítica considera su prosa como clara y fácil de seguir. 
Añibarro, como Mogel y Fray Bartolomé, utilizó en sus obras un vizcaíno hasta cierto punto estándar, contribuyendo a la creación de un lenguaje literario en dicho dialecto, hasta entonces poco utilizado por escrito. Añibarro y Mogel coincidían en la conveniencia de emplear el vizcaíno en los oficios religiosos y los libros de catequesis en los pueblos de Vizcaya, pero no estaban de acuerdo en qué tipo de vizcaíno debía de ser utilizado a la hora de escribir. Añibarro tenía un punto de vista más amplio y también, desde la perspectiva actual, más razonable, delimitando bien los artículos y las terminaciones de palabras, y alejándose de los fonetismos locales. Por el contrario, Mogel escribía tal y como se hablaba en su pueblo –Marquina-, conservando todas las peculiaridades fonéticas del vizcaíno de dicha localidad. Por otro lado, Añibarro admiraba a Manuel Larramendi, cuyo influjo puede apreciarse a nivel teórico, pero no tanto en las obras del primero, que apenas utilizó los neologismos inventados por Larramendi.

## Obras

### Religión
- Cristau-Doctriña, ceñetan eracusten baitire gure Fede Sanduco gauzarik bearrenac, aita Astetec erderaz, eta orai Nafarroaco euscaran izarrac adirazten duena erantsiric (1800?, Josep Rada)
- Misioco canta santuac (1803, Donostia)
- Escu liburua, eta berean eguneango cristiñau-cereguiñac (1802, Fr. La Lama, Tolosa)
- Lora Sorta espirituala, ta propositu santuac vicitza barri bat eguiteco Aita Palacios misionariac Misiño ondoan emoten cituanac (1803, Tolosa)
- Lau Evangelioac batera alcarturic
- Gueroco guero, traducción al vizcaíno del libro de Axular
- Nequea arinduric
- Voces Vascongadas diferenciales de Bizkaia, Gipuzcoa y Navarra, es un diccionario que comprime todos los dialectos de las tres regiones del País Vasco.